# Честотна модулация
Честотната модулация (ЧМ) (на английски: frequency modulation (FM)) е термин, въведен и използван в радиотехниката. Свързан е с обясняване на обработката на синусоидални сигнали и представлява вид аналогова модулация. При този процес се осъществява обработка на един основен (носещ) синусоидален сигнал с друг модулиращ информационен сигнал. В резултат, без да се променя амплитудата на носещия синусоидален сигнал, се променя пропорционално неговата моментна честота по закон, свързан с промените на модулиращия информационен сигнал.

## История
Честотната модулация е предложена от Едуин Армстронг и е патентована от него на 26 декември 1933 г. След 1935 г. се появяват първите радиопредаватели, излъчващи електромагнитни вълни в метровия обхват с честотна модулация на информационния сигнал. Честотната модулация намира приложение в радиотехническите средства за комуникация през Втората световна война. Във Вермахта от 1942 г. се използват двуканални радиорелейни станции с честотна модулация. От началото на 1943 г. Червената армия използва радиостанции А-7А за артилерията, работещи в диапазон 20 – 26 MHz и А-7Б за пехотата работещи в диапазон 26 – 32 MHz.

## Теория
В най-общия случай модулиращият сигнал е случайна функция на времето. Обикновено при теоретично разглеждане на въпроса за честотната модулация се приема, че този сигнал има синусоидална форма.
Моментната стойност {\displaystyle X_{c}} на напрежението или тока на носещото трептение във функция от t (времето) е:
{\displaystyle x_{c}(t)=A_{c}\cos(2\pi f_{c}t)\,}, където fc е честотата, а Ac амплитудата му.
Честотното модулиране, при запазване на постоянна амплитуда Ac на един радиотехнически сигнал, с друг модулиращ {\displaystyle v_{m}(t)=V_{m}\cos(2\pi f_{m}t)\,}, се свежда до промяната на моментната честота:
{\displaystyle y(t)=A_{c}\cos \left(2\pi \int _{0}^{t}f(\tau )d\tau \right)}
{\displaystyle =A_{c}\cos \left(2\pi \int _{0}^{t}\left[f_{c}+f_{\Delta }x_{m}(\tau )\right]d\tau \right)}
{\displaystyle =A_{c}\cos \left(2\pi f_{c}t+2\pi f_{\Delta }\int _{0}^{t}x_{m}(\tau )d\tau \right)}, където
{\displaystyle f(\tau )\,} е моментната честота на осцилатора (fc + fΔm(t)),
{\displaystyle f_{\Delta }\,} е максималната девиация (отклонение) на fc, 
 xm(t) се ограничава от m(t), променящо се в диапазона ±1
{\displaystyle 2\pi f_{\Delta }} е константа на честотната модулация
{\displaystyle \int _{0}^{t}x_{m}(\tau )d\tau )}, изразява действието на модулиращия сигнал

## Особености
Всяко въздействие върху честотата при модулация се отразява и върху фазата на модулираното синусоидалното колебание. Затова такова манипулиране на носещия сигнал се нарича ъглова модулация с два подвида честотна (ЧМ) и фазова модулация (ФМ). В случая при ЧМ, честотата се изменя по линеен закон – закон на интеграла от модулиращото напрежение. При фазовата модулация честотата на сигнала се изменя по закона на производната от модулиращото напрежение.
Въпреки че математически честотите са ограничени в интервала ±(fc + fΔm(t)), трябва да не се смесват и да не се пренебрегва разликата между моментната честота на носещия сигнал и спектралната честота. Хармоничният спектър на ЧМ сигнал има хармонични компоненти, които достигат до много висок порядък, но с безкрайно малка мощност и действието им е незначително при пренасянето на сигнала и демодулирането му.

## Спектър на честотномодулираното напрежение
Когато носещата честота fc се модулира, например със синусоидално напрежение с честота fm, модулираното напрежение се състои от една съставка с честота fc равна на централната и безкраен ред от съставки с честоти
fc± nfm, където (n=1,2,3,...).
Това показва, че теоретично спектърът на честотномодулираното напрежение е безкрайно широк. Съставките, още наричани странични, са разположени две по две странично на съставката с централна честота, като разликата между две странични съставки е равна на модулиращата честота fm. Амплитудите на страничните съставки зависят от амплитудата и честотата на модулиращото напрежение (наричан индекс на модулацията) и поредния номер n. Скоростта на намаляване на съставките се определя от тези два параметъра – т.е. малък индекс и висок номер водят до бързо намаляване амплитудата на страничните съставки. При предаването и приемането практическа стойност имат съставките, чиято амплитуда е по-голяма от 1% от високочестотното немодулирано напрежение.
За предаване и за висококачествен прием на звукови честоти до 15 000 Hz при максимална честотна девиация ± 75 kHz (при индекс 5) се приема реална честотна лента от 150 до 200 kHz. Поради насищането на ефира с предавателни станции се налага стесняване на използвания честотен диапазон. На практика модулиращата звукова честота се ограничава до 12 kHz (при индекс 5), с което се намалява честотната лента на излъчваното честотно модулирано колебание от 130 до 150 kHz. Това ограничаване на звуковата модулираща честота не влошава съществено ефирно предаваната информация посредством честотна модулация, и се предава и възпроизвежда звукова картина с добро качество. За съпоставяне на възможностите на тази модулация с амплитудната модулация, трябва да се каже, че поради същите съображения модулиращата звукова честота при последната се ограничава до 4000 Hz, което води до възпроизвеждането на приемлива, но значително по-нискокачествена звукова картина (например в диапазона средни вълни).
Широката честотна лента определя и избора на честотния обхват за работата на предавателите. Прието е честотно модулирани сигнали да се излъчват в ултракъсовълновия (метровия) обхват и разликата между централните честоти на две съседни радиопредавателни станции да е 300 kHz.

## Използване
Честотната модулация се използва за висококачествено радиоразпръскване в диапазона на ултракъсите вълни (УКВ диапазон или FM). Радиоприемането с използване принципа на суперхетеродинния радиоприемник за много високо качество на възпроизвеждане, в телевизионните предаватели за звуков съпровод на телевизионните програми, предаване сигналите за цветност по телевизионния стандарт SECAM, са изключително на честотна модулация. Прилага се и при видеозапис на магнитна лента, в музикални синтезатори, в радиосвързочни средства и др. За да се осигури качествено приемане на честотномодулирани сигнали и да не се допуснат изкривявания при възпроизвеждането, е необходимо пропусканата лента на приемника, честотната селекция и усилване да не е по-тясна от излъчваната честотна лента от предавателя.
Голямото предимство на ЧМ пред амплитудната модулация (АМ) се състои в това, че приемането е със значително по-слаб фонов шум и по-ниска чувствителност към паразитни сигнали. Заеманата от ЧМ-сигнала честотна лента е значително по-широка от тази на АМ-сигнала и може да достигне до 200 kHz, като възпроизвеждането на който и да е звук е с много високо качество и най-близко до оригинала. Вместването на по-голям брой предаватели, работещи с ЧМ, налага да се използва високочестотният диапазон на носещата честота в метровия обхват (приблизително около и над 100 MHz). Недостатъкът на радиоразпръскването на радиовълни с метрова дължина се корени в тяхното разпространение – те се разпространяват практически в зоната на пряката видимост.

## Честотно-модулиращи устройства
Получаването на честотно-модулирани трептения се реализира с управляемо реактивно съпротивление (Ху(t)), въздействащо директно на трептящия кръг на генератора. За управляемо реактивно съпротивление се поставя капацитет, обикновено включен паралелно на трептящия кръг и по този начин пряко влияещ върху честотата на генерираните колебания и големината на честотната девиация спрямо основната честота на генератора.
{\displaystyle \omega ={\sqrt {1 \over LC}}},
където {\displaystyle \omega \ } e т.нар. кръгова честота, L е индуктивността, а C е капацитетът на трептящия кръг.
В съвременната схемотехника като модулатор се използва варикап. Варикапът е полупроводников диод, PN-преходът на който при обратна поляризация е кондензатор, капацитетът на който се управлява с напрежение. За предавателите има разработени различни схеми за честотно модулиране, всяка от които има предимства и приложение в зависимост от потребностите:
- Честотно-модулирани LC генератори с варикапи, като полупроводниковият диод е честотен модулатор. Варикапът има голямо ниво на нелинейни изкривявания като честотен модулатор. Затова се използват схемни решения с два последователно насрещно включени варикапа. По такъв начин високочестотното напрежение се подава към двата диода с реактивно съпротивление в противофаза и четните хармоници на ВЧ токовете взаимно се компенсират.
- за постигане на голяма девиация при малки нелинейни изкривявания се използват двугенераторни схеми на честотно-модулиращи устройства. Подобни модулиращи схеми се използват в предавателите на радиорелейните линии.
- при необходима по-малка честотна девиация се използват честотно-модулирани кварцови генератори. Те не се нуждаят от допълнителна стабилизация на средната честота, за разлика от честотно-модулираните LC генератори, което е основното им предимство.[7]

## Предимства и недостатъци
Честотната модулация има следните предимства пред амплитудната модулация:
- Поради това, че амплитудата на модулирания сигнал не се променя, предавателят може да работи непрекъснато на максимална мощност. Теоретично това означава, че мощността при излъчване на ЧМ радиовълни може да е четири пъти по-голяма от един сравним предавател, работещ с АМ радиовълни. Оттук и напрегнатостта на електромагнитното поле е значително по-висока при равна отдалеченост от предавателя, което обезпечава устойчив прием.
- Импулсният характер на промишлените смущения и техният спектър влияят върху приема на АМ сигнали, но почти не влияят върху приема на ЧМ сигнали. Причината за постиганото високо отношение сигнал/шум е, че ЧМ използва носещи честоти от 60 до над 100 MHz, при което съставките от спектъра на промишлените смущения в този диапазон са с ниско ниво и имат слабо влияние. Освен това, обработката на ЧМ сигнала в приемника със схемите за ограничаване преди детектиране също подобряват това отношение, като подобряват значително качеството на приема.
- При честотното модулиране се работи с по-широк динамичен обхват на звука, без да се премодулира носещия сигнал, като с това не се внасят изкривявания, водещи до неестествено звучене при възпроизвеждане.

Недостатъци при прием на ЧМ радиовълни:
- Недостатъците при приема на ЧМ сигнали се коренят преди всичко в разпространението на ултракъсите вълни (УКВ). Вследствие праволинейното им разпространение има ограничена далечина на приемане.
- Приемно-предавателната апаратура за ЧМ сигнали е по-сложна и по-скъпа от тази за АМ сигнали, въпреки че градивните елементи, използвани от съвременната радиопромишленост, значително са намалили тази ценова разлика.[8]